# Sebastián Martínez Domedel

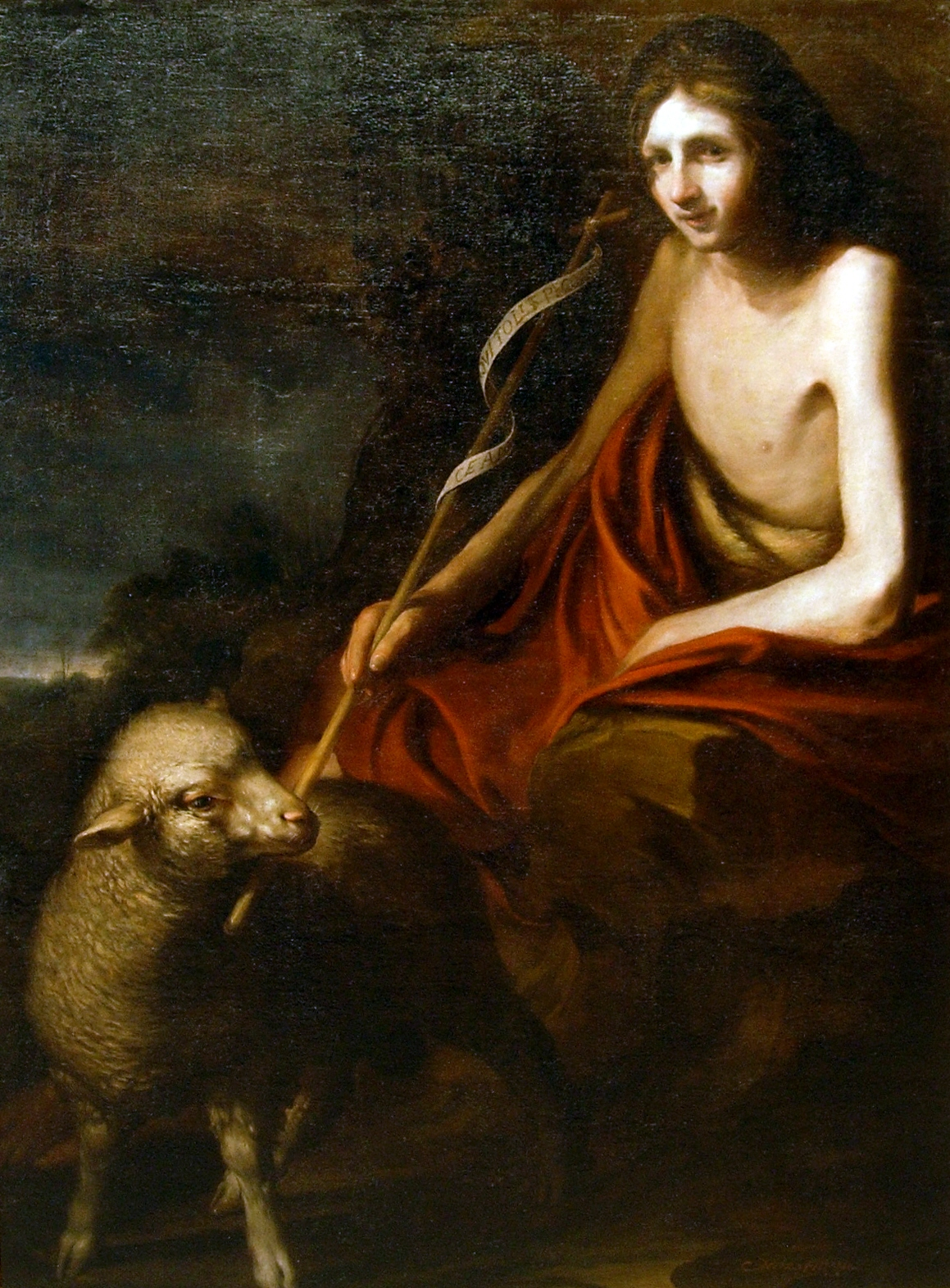
San Juan Bautista en el desierto, óleo sobre lienzo, 129,5 x 97 cm. Firmado: Sebastianus. Museo de Jaén.

Sebastián Martínez Domedel (Jaén c. 1615-Madrid 1667) fue un pintor barroco español.

## Biografía
Natural y vecino de Jaén, según Antonio Palomino cuya información procede de Antonio García Reinoso, que fue discípulo del pintor, llegó a Madrid después de la muerte de Velázquez, de quien se ha dicho sin fundamento que pudo ser discípulo y colaborador. No ha sido posible establecer la fecha de su nacimiento, habiéndose publicado dos partidas de bautismo contradictorias, ninguna de las cuales parece corresponderle. Hijo primogénito de Bartolomé Martínez y María Domedel, la primera noticia documental es de 1634, cuando firmó como padrino de bautismo del octavo de sus once hermanos, Diego Anastasio. Dos años después contrajo matrimonio con Catalina de Orozco. El matrimonio se avecindó en la calle de los Mesones, domicilio que no mudará en el tiempo que vivió en Jaén. Los esposos tuvieron cinco hijos, de los que es posible que solo Diego, que siguió la vida religiosa, llegase a la vida adulta, y adoptaron una niña de siete años, natural de Bailén, Juana de la Peña, quien a la muerte de Catalina de Orozco (1655) se convirtió en compañera sentimental del pintor y madre de otros cinco hijos. Solo tres de ellos sobrevivieron y fueron reconocidos por el padre, aunque el mayor, nacido durante una de sus ausencias de Jaén, había sido arrebatado a la madre por evitar el escándalo y expuesto a las puertas de una iglesia, siendo luego dado en adopción. Pocos días antes de morir en Madrid el 30 de octubre de 1667, víctima de paludismo, sin testar, avecindado en un mesón y sin medios, contrajo matrimonio por poderes con la citada Juana de la Peña, que había quedado en Jaén.
Nada se sabe de su formación, habiéndose supuesto que pudo tener lugar en Córdoba, donde se conservan algunas de sus obras, en el taller de Juan Luis Zambrano, supuesto discípulo de Pablo de Céspedes, o con Antonio del Castillo, lo que permitiría explicar su dedicación a los paisajes, atestiguada por Palomino, quien decía haber visto una Aurora de su mano. Pero también pudo tener lugar en la propia ciudad de Jaén, donde se documenta en 1600 a  Diego Domedel, abuelo de Sebastián Martínez por parte de madre, con oficio de pintor, profesión que también era la del padre, a quien se documenta en 1640 ocupado en el dorado del retablo mayor de la parroquial de Santo Tomás de Úbeda. En cualquier caso, es en Jaén donde estableció su taller, al menos desde la fecha de su boda, no tardando en alcanzar prestigio en la ciudad, en la que en 1640, al recibir a Francisco Santo como aprendiz en su taller, se le calificaba de maestro insigne del arte de la pintura.

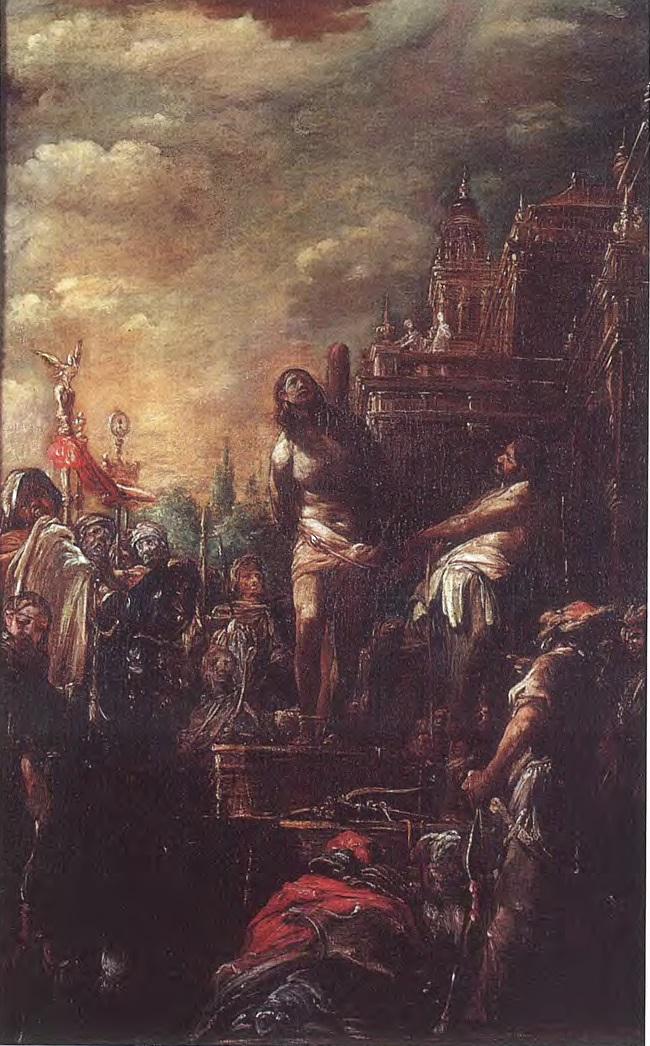
Martirio de san Sebastián, óleo sobre lienzo, 100,5 x 60 cm. Sevilla, Fundación Focus, legado Alfonso E. Pérez Sánchez.

El primer viaje documentado del pintor, por encargo del cabildo catedralicio, es ya de 1661 y tuvo por motivo visitar las colecciones reales de El Escorial para copiar alguna pintura a elección del pintor con destino al retablo del Santo Rostro. Para Martínez fue la ocasión de entrar en contacto con clientes de la Corte. Quien le abrió las puertas de ella fue un pariente cercano, Francisco Domedel Ferreira, criado de Diego Gómez de Sandoval, duque de Lerma, que en 1662 le pagó por cinco cuadros no especificados. El mismo año regresó a Jaén con poderes de su pariente para realizar una encuesta genealógica a fin de determinar su origen noble. En diciembre el cabildo le encargó el Martirio de San Sebastián de la catedral, su obra más admirable, «en lo historiado, caprichoso y bien observado de luz», según dice Palomino. Del cuadro, inspirado en un grabado de Guido Reni, se conserva un boceto en colección particular madrileña dado a conocer por Alfonso E. Pérez Sánchez, de composición más severa y equilibrada que la versión definitiva, en la que se acentúa el escorzo del santo y la iluminación cobra tintes dramáticos con su peculiar técnica de pincelada deshecha. Palomino dice, a propósito de ello, y haciéndose eco, al parecer, de unas palabras del rey Felipe IV, que su pintura era «de poca fuerza, y que era menester mirarla junto a los ojos, porque lo hacía todo muy anieblado; pero con un capricho peregrino».
Aunque Palomino afirma que Felipe IV le hizo su pintor, y refiere anécdotas de las visitas del monarca a su taller, no existe confirmación documental de tal nombramiento, sobre el que el propio Palomino parecía albergar dudas al añadir: «pero yo extraño mucho no haber visto pintura alguna suya en ninguno de los sitios reales, que las conozco muy bien; sí que entre particulares».

## Obra

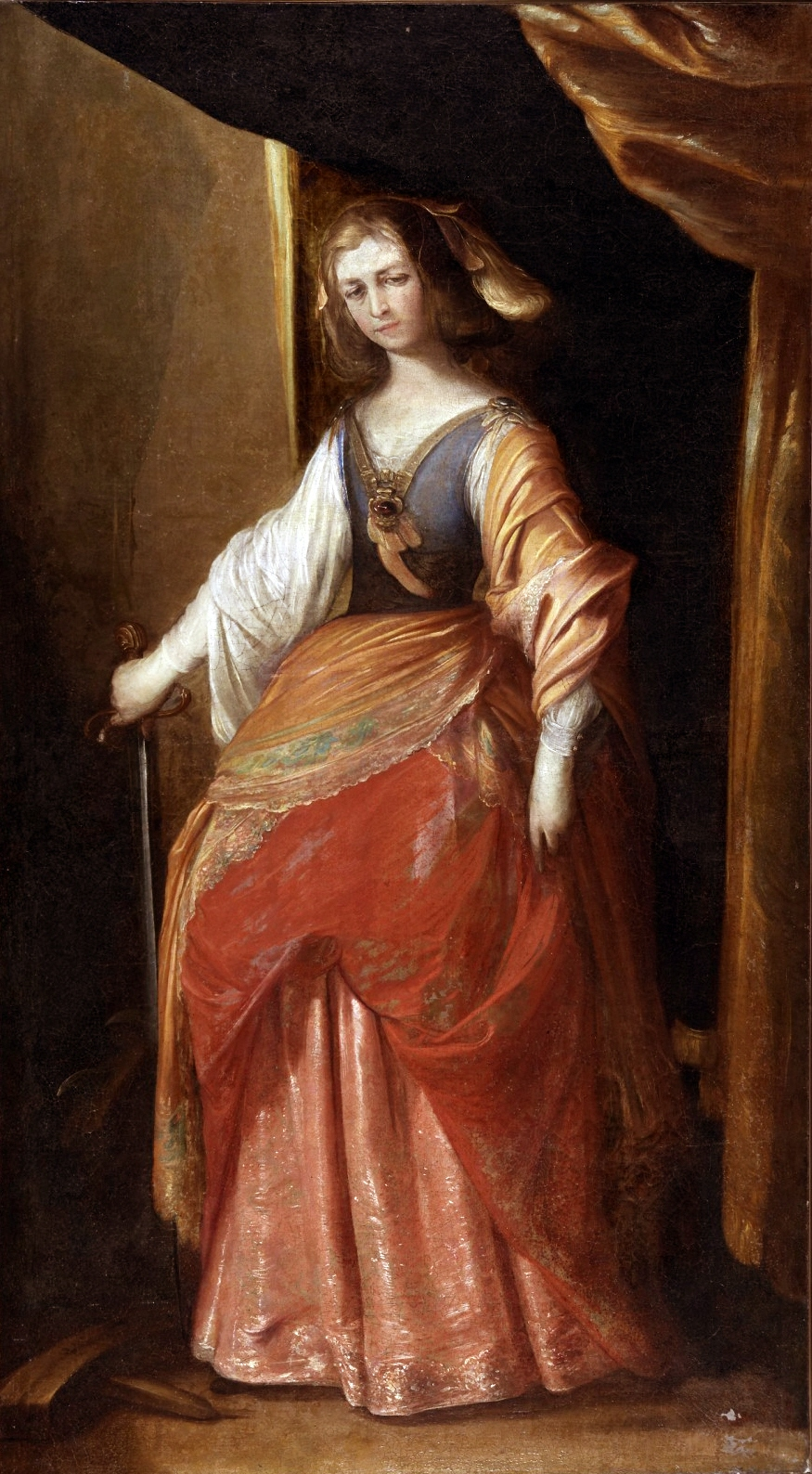
Santa Catalina, óleo sobre lienzo (205 x 113 cm). Firmado: Sebastianus. Museo de Jaén.

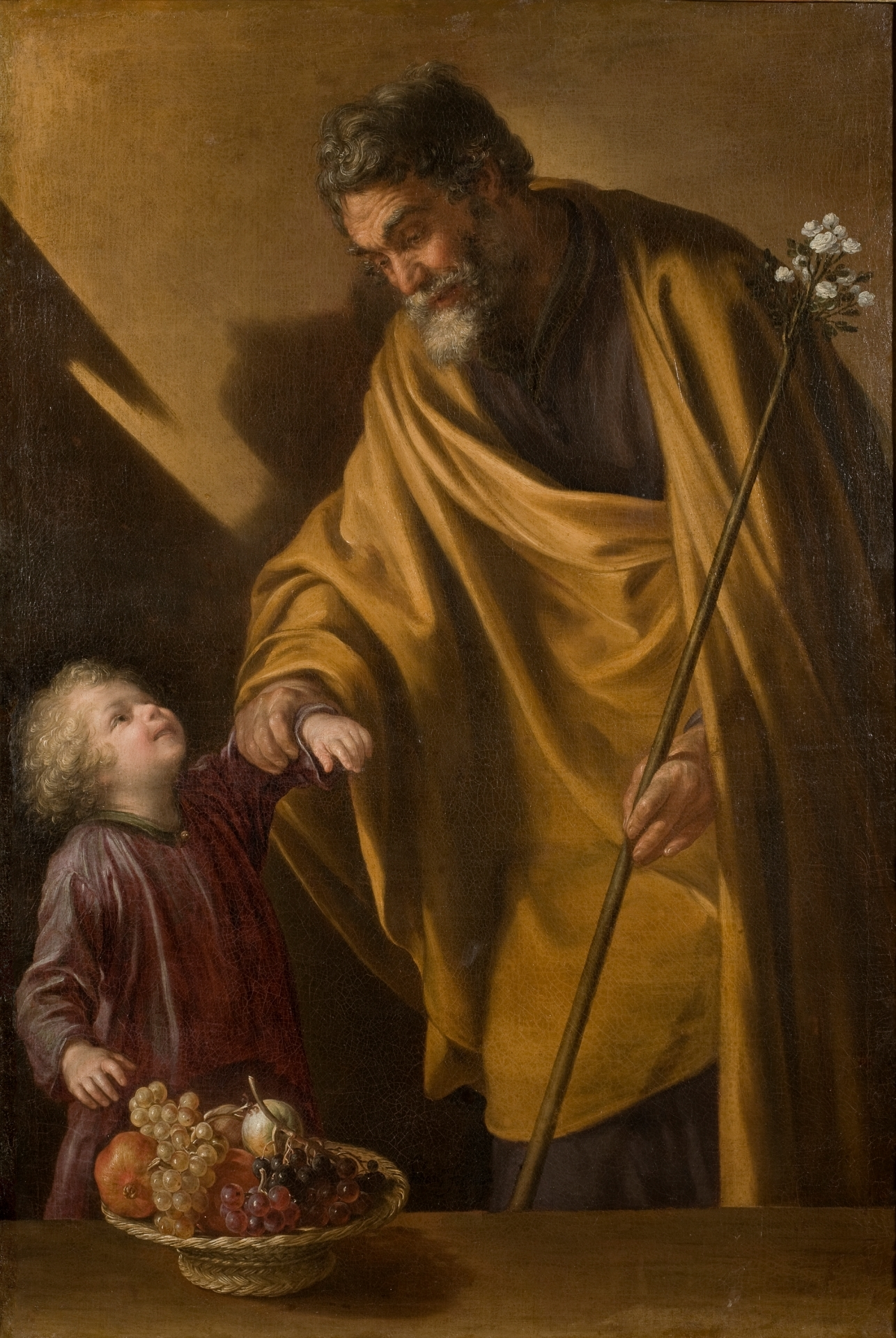
San José con el Niño (hacia 1650), óleo sobre lienzo, 142 x 96 cm. Firmado: Sebast.us f. Giennii. Madrid, Museo Nacional del Prado.

Lo que de Sebastián Martínez se conserva firmado o documentado muestra a un artista ecléctico, desigual incluso dentro de una misma obra, que utiliza estampas y copia con habilidad a los maestros antiguos (la Flagelación de Navarrete el Mudo o el Descendimiento de Daniele da Volterra para el citado retablo de la Santa Faz de la catedral de Jaén), tanto como imita a los modernos según se advierte en la Inmaculada del convento de dominicas del Corpus Christi de Córdoba, réplica, al parecer, de la perdida Inmaculada de Alonso Cano para la capilla de San Isidro en la iglesia de San Andrés de Madrid. Pero en la más temprana de sus obras conocidas, el Martirio de san Crispín y san Crispiniano, de los años finales de la década de 1630 (Palacio episcopal de Jaén), se advierten ya dos de los rasgos constantes en su ulterior producción: el interés por el desnudo anatómico y la soltura de la pincelada generosamente empastada.
Para el convento del Corpus Christi de Córdoba pintó Martínez cuatro lienzos, conservados en los mismos lugares donde los describió Palomino como «cosa excelente» hasta la clausura del convento en 1992, cuya ejecución debe llevarse a una fecha próxima a 1660 en vista de ese conocimiento de la obra de Cano. Pero la del pintor granadino no es la única influencia que en ellos se advierte, apreciándose en los tres restantes una aproximación a lo que se hacía en Córdoba por las mismas fechas y, en concreto, a la obra de Antonio del Castillo, a quien imita en el Nacimiento de Cristo colocado sobre la puerta de la sacristía. En el San Jerónimo penitente, «muy flaco y consumido» según Palomino, y en el San Francisco de Asís con la redoma, pareja en el retablo mayor de la Inmaculada, las mejores obras de este conjunto, hay por fin recuerdos de José de Ribera, cuya obra pudo conocer a través de la estampa, en los rostros expresivos y naturalistas de los santos y en el fuerte claroscuro.
Para la catedral de Jaén, además de los lienzos del retablo de la Santa Faz, que debió de copiar en El Escorial en 1661, la pequeña tabla de la Santa Faz para servir de tapa del nicho de la Verónica e el mismo retablo y el Martirio de san Sebastián, encargado a finales de 1662, pintó un Cristo Crucificado localizado en el Cementerio de los Canónigos, actualmente ocupado por la Exposición Permanente de Arte Sacro. En esta se conserva también la Virgen de la Expectación o Nueva Eva, conocida como Virgen de los Compadres, que pintó para la desaparecida iglesia de la Santa Cruz. En todos estos cuadros se pone de manifiesto el mismo interés por el cuerpo humano y su desnudo, que debió de tomar de estampas italianas, representándolo apolíneo e idealizado en el caso del crucificado expirante lo mismo que en el San Jerónimo cordobés o en el San Juan Bautista del Museo de Jaén, o tratándolo en dinámicos escorzos, como en el caso del San Sebastián catedralicio o en las figuras de Adán y Eva encadenadas a los pies de la Virgen de la Expectación, en abierto contraste con el naturalismo de los rostros. Por el contrario, los fondos paisajísticos, con el horizonte muy bajo, apenas parecen suscitar su interés si no es para reforzar la tensión dramática con sus luces aniebladas, según la afirmación del biógrafo cordobés.
En Lucena decía Palomino tener noticia de que «hay algunas pinturas de nuestro Martínez con gran aprobación de los del arte», cuyo testimonio puede hacer referencia al conjunto de diez pinturas de los retablos colaterales de la iglesia parroquial de San Mateo, ejecutadas por Sebastián Martínez Domedel en 1652 por encargo de Luis Ramón Folch de Cardona y Aragón (1608-1670), VII duque de Cardona y VI de Segorbe. Junto a estas obras documentadas, también se le han atribuido, las pinturas del retablo mayor de la parroquia de Nuestra Señora del Carmen de la misma villa, con escenas de la vida de Santa Teresa de Jesús, de las que existe alguna otra versión en Jaén, en el antiguo Museo Provincial y en la Institución Teresiana que también le han sido atribuidas.
Más recientemente se le ha atribuido una Muerte de Abel procedente de la catedral de Sevilla, donde se atribuía a Alonso Cano. La obra fue adquirida por el mariscal Soult en 1810 y vendida con su colección en 1852, pasó luego a atribuirse a Francisco Pacheco y, tras varios cambios de propiedad, a Martínez Domedel, atribución con la que fue adquirida por el Louvre en 2018.
Muy interesante por razones iconográficas es el San José con el Niño adquirido en 2009 por el Museo del Prado. De procedencia ignorada, pero firmada «Sebast.us f. Giennii» y pintada probablemente en la década de 1650, a juzgar por la mayor precisión en el dibujo y la contención cromática, muestra a San José reteniendo la mano del Niño Jesús ante un cesto de mimbre con frutas, integrando así el motivo del bodegón, tratado con notable habilidad formal, en el relato de la Pasión, pues las frutas que san José quiere evitar que tome el Niño, vestido con túnica carmesí, son uvas y granadas, con significado sacrificial y eucarístico.
En 2024 Antonio Romero Dorado propuso en Ars Magazine la atribución a Martínez Domedel de los restos de un apostolado —Tomás, Santiago el menor, Judas Tadeo, Andrés, Matías y Felipe— más un óleo con la Virgen María, conservados en los fondos del Museo del Prado al que llegaron procedentes del Museo de la Trinidad, obras desiguales y catalogadas todas ellas como anónimas, para las que solo el Apóstol San Matías  contaba con una atribución anterior, a Antonio Arias. La nueva atribución, aceptada por el museo, ha supuesto un incremento notable del número de obras de Martínez Domedel en su catálogo y en propiedad de la institución.